# La Roue/Het Rad
La Roue/Het Rad – stacja metra w Brukseli, na linii 5. Zlokalizowana jest pomiędzy stacjami CERIA/COOVI i Bizet. Została otwarta 15 września 2003.